# Dire Dawa
Dire Dawa (tiếng Amhara: ድሬ ዳዋ, tiếng Oromo: Dirre Dhawaa, nghĩa "Nơi chữa trị", tiếng Somalia: Dirre Dhabe, meaning "nơi Dir cắm giáo", tiếng Ả Rập: ديري داوا) là một trong hai thành phố trực thuộc trung ương (astedader akabibi) của Ethiopia (còn lại là thủ đô Addis Ababa). Về hành chính, nó được chia thành hai phần, vùng đô thị nội thành và vùng phị đô thị Gurgura. Theo "Futuh Al Habasha: Conquest of Abyssinia", khu vực này từng được gọi là Dir theo một bộ tộc người Somali.
Dire Dawa nằm ở miền đông đất nước, bên sông Dechatu. Ở tọa độ 9°36′B 41°52′Đ / 9,6°B 41,867°Đ, đây là thành phố lớn thứ nhì Ethiopia.
Dire Dawa là một trung tâm công nghiệp, nơi có nhiều chợ và sân bay quốc tế Aba Tenna Dejazmach Yilma. Đại học Haramaya nằm cách 40 kilômét (25 dặm).

## Khí hậu
Kiểu khí hậu chính ở Dire Dawa là xavan (Aw), tiếp giáp với khí hậu bán khô hạn nóng (BSh).
| Dữ liệu khí hậu của Dire Dawa                               | Dữ liệu khí hậu của Dire Dawa | Dữ liệu khí hậu của Dire Dawa | Dữ liệu khí hậu của Dire Dawa | Dữ liệu khí hậu của Dire Dawa | Dữ liệu khí hậu của Dire Dawa | Dữ liệu khí hậu của Dire Dawa | Dữ liệu khí hậu của Dire Dawa | Dữ liệu khí hậu của Dire Dawa | Dữ liệu khí hậu của Dire Dawa | Dữ liệu khí hậu của Dire Dawa | Dữ liệu khí hậu của Dire Dawa | Dữ liệu khí hậu của Dire Dawa | Dữ liệu khí hậu của Dire Dawa |
| Tháng                                                       | 1                             | 2                             | 3                             | 4                             | 5                             | 6                             | 7                             | 8                             | 9                             | 10                            | 11                            | 12                            | Năm                           |
| ----------------------------------------------------------- | ----------------------------- | ----------------------------- | ----------------------------- | ----------------------------- | ----------------------------- | ----------------------------- | ----------------------------- | ----------------------------- | ----------------------------- | ----------------------------- | ----------------------------- | ----------------------------- | ----------------------------- |
| Cao kỉ lục °C (°F)                                          | 38.0 (100.4)                  | 42.0 (107.6)                  | 42.0 (107.6)                  | 37.8 (100.0)                  | 39.9 (103.8)                  | 39.5 (103.1)                  | 38.2 (100.8)                  | 37.3 (99.1)                   | 37.4 (99.3)                   | 38.4 (101.1)                  | 36.4 (97.5)                   | 36.0 (96.8)                   | 42.0 (107.6)                  |
| Trung bình ngày tối đa °C (°F)                              | 28.3 (82.9)                   | 29.5 (85.1)                   | 30.9 (87.6)                   | 30.9 (87.6)                   | 33.7 (92.7)                   | 33.7 (92.7)                   | 32.3 (90.1)                   | 31.0 (87.8)                   | 32.3 (90.1)                   | 32.1 (89.8)                   | 29.9 (85.8)                   | 28.3 (82.9)                   | 31.1 (88.0)                   |
| Trung bình ngày °C (°F)                                     | 22.1 (71.8)                   | 23.2 (73.8)                   | 25.2 (77.4)                   | 26.0 (78.8)                   | 27.8 (82.0)                   | 28.5 (83.3)                   | 27.0 (80.6)                   | 26.3 (79.3)                   | 26.6 (79.9)                   | 25.9 (78.6)                   | 23.5 (74.3)                   | 22.3 (72.1)                   | 25.4 (77.7)                   |
| Tối thiểu trung bình ngày °C (°F)                           | 14.8 (58.6)                   | 15.5 (59.9)                   | 18.2 (64.8)                   | 19.6 (67.3)                   | 20.7 (69.3)                   | 21.6 (70.9)                   | 20.4 (68.7)                   | 19.2 (66.6)                   | 19.6 (67.3)                   | 18.1 (64.6)                   | 15.6 (60.1)                   | 14.4 (57.9)                   | 18.1 (64.6)                   |
| Thấp kỉ lục °C (°F)                                         | 3.0 (37.4)                    | 6.0 (42.8)                    | 7.2 (45.0)                    | 5.0 (41.0)                    | 10.3 (50.5)                   | 11.8 (53.2)                   | 7.3 (45.1)                    | 6.5 (43.7)                    | 8.5 (47.3)                    | 6.0 (42.8)                    | 7.6 (45.7)                    | 1.0 (33.8)                    | 1.0 (33.8)                    |
| Lượng mưa trung bình mm (inches)                            | 15 (0.6)                      | 27 (1.1)                      | 74 (2.9)                      | 113 (4.4)                     | 78 (3.1)                      | 42 (1.7)                      | 115 (4.5)                     | 158 (6.2)                     | 105 (4.1)                     | 36 (1.4)                      | 16 (0.6)                      | 13 (0.5)                      | 792 (31.1)                    |
| Số ngày mưa trung bình (≥ 0.1 mm)                           | 2                             | 3                             | 7                             | 10                            | 6                             | 5                             | 11                            | 14                            | 10                            | 3                             | 2                             | 1                             | 74                            |
| Độ ẩm tương đối trung bình (%)                              | 55                            | 56                            | 55                            | 55                            | 47                            | 44                            | 50                            | 53                            | 52                            | 45                            | 49                            | 51                            | 51                            |
| Số giờ nắng trung bình tháng                                | 294.5                         | 265.6                         | 257.3                         | 246.0                         | 244.9                         | 204.0                         | 220.1                         | 244.9                         | 234.0                         | 248.0                         | 282.0                         | 300.7                         | 3.042                         |
| Số giờ nắng trung bình ngày                                 | 9.5                           | 9.4                           | 8.3                           | 8.2                           | 7.9                           | 6.8                           | 7.1                           | 7.9                           | 7.8                           | 8.0                           | 9.4                           | 9.7                           | 8.3                           |
| Nguồn 1: Deutscher Wetterdienst, Tổ chức Khí tượng Thế giới |                               |                               |                               |                               |                               |                               |                               |                               |                               |                               |                               |                               |                               |
| Nguồn 2: Meteo Climat                                       |                               |                               |                               |                               |                               |                               |                               |                               |                               |                               |                               |                               |                               |